# طوطی گوادلوپ
طوطی گوادلوپ (نام علمی: Aratinga labati) نام یک گونه منقرض‌شده از سرده دم‌قیفی‌ها است.